# Чебукин, Павел Васильевич
Павел Васильевич Чебукин (1895, Волково, Курская губерния — 14 октября 1968, Тульская область) — советский партийный деятель. Председатель Запорожского окружного исполкома, председатель Одесского (1932—1934) и Криворожского (1934—1937) городских советов. Кандидат в члены Президиума Центральной контрольной комиссии КП(б) Украины (1930—1932). Член Центральной контрольной комиссии КП(б) Украины (1930—1934). Член Всеукраинского центрального избирательного комитета (ВУЦИК). Директор совхоза «Красный богатырь» Новомосковского района Тульская область. Герой Социалистического Труда (1966).

## Биография
Родился в 1895 году в бедной крестьянской семье в селе Волково Шебекинской волости Белгородского уезда (ныне Чернянский район Белгородской области). С 12-летнего возраста батрачил у зажиточных крестьян.
В 1915—1917 годах служил в русской императорской армии. Участник Первой мировой войны.
В 1917—1918 годах — председатель волостного Совета рабочих и крестьянских депутатов Белгородской губернии. В 1918 году вступил в РКП(б). Участвовал в Гражданской войне в России. С 1918 по 1920 год воевал в партизанском отряде в Курской губернии, потом — в Красной армии.
После демобилизации находился на различной партийной работе. В 1929—1930 годах — заместитель председателя исполнительного комитета Запорожского окружного совета. До 4 мая 1932 года — заместитель народного комиссара снабжения Украинской ССР. С марта 1932 по ноябрь 1934 года — председатель Одесского городского совета. В 1934—1937 годах — председатель Криворожского городского совета Днепропетровской области. Работал в Народном комиссариате совхозов СССР.
В 1939—1948 годах — директор экспериментальной базы ВАСХНИЛ «Горки Ленинские»; директор совхоза «Коломенский» Московской области. В 1948 году назначен директором совхоза «Красный богатырь» Сталиногорского (Новомосковского) района Тульской области. Вывел совхоз в передовые сельскохозяйственные предприятия Новомосковского района. Возглавлял это предприятие до своей кончины в 1968 году.
Указом Президиума Верховного Совета СССР от 23 июня 1966 года за успехи, достигнутые в увеличении производства и заготовок пшеницы, ржи, гречихи и других зерновых и кормовых культур, а также высокопроизводительное использование техники  удостоен звания Героя Социалистического Труда с вручением ордена Ленина и золотой медали «Серп и Молот».
Избирался делегатом XXII съезда КПСС.
Скончался 14 октября 1968 года.

## Награды
- медаль «Серп и Молот» (23 июня 1966);
- орден Ленина (23 июня 1966);
- Отличник социалистического соревнования сельского хозяйства РСФСР (1963)[1].

## Память
- Имя на памятном стенде «Герои Социалистического Труда» в городе Новомосковск[2].